# Téléphérique de Notre-Dame d'Afrique
Le téléphérique de Notre-Dame d'Afrique est un téléphérique urbain de la ville d'Alger qui relie la partie basse de la commune de Bologhine à la basilique Notre-Dame d'Afrique située sur ses hauteurs.

## Historique
Construit par la société française Poma, le téléphérique de Notre-Dame d'Afrique a été mis en service en 1984. Il a été rénové en 2008.

## Caractéristiques
Le téléphérique a une longueur d'environ 268 mètres. 
| Numéro | Nom                  | Caractéristique           | Altitude |
| ------ | -------------------- | ------------------------- | -------- |
| 1      | Bologhine            |                           | 23 m     |
| 2      | Notre-Dame d'Afrique | Gare tension Gare motrice | 104 m    |

Deux cabines, d'une capacité de 35 personnes, desservent alternativement les deux stations du téléphérique. La durée du trajet est d'environ deux minutes,.

## Exploitation
Le téléphérique de Notre-Dame d'Afrique est exploité par l'Entreprise de transport algérien par câbles (ETAC), qui exploite et gère tous les téléphériques et télécabines d'Algérie, avec un service quotidien de 6 h à 19 h,.

## À proximité
- Station Bologhine :
  - les cimetières chrétien et israélite de Bologhine.
- Station Notre-Dame d'Afrique :
  - la basilique Notre-Dame d'Afrique.